# Ras Nouadhibou
Ras Nouadhibou (arabiska: رأس نواذيبو (Raʾs Nawāḏībū), tidigare: portugisiska: Cabo Branco, franska: Cap Blanc, spanska: Cabo Blanco) är en udde i Mauretanien och Västsahara. Den mauretanska delen ligger i regionen Dakhlet Nouadhibou, i den västra delen av landet, 300 km norr om huvudstaden Nouakchott.
Terrängen inåt land är mycket platt. Havet är nära Ras Nouadhibou söderut.  Närmaste större samhälle är Nouadhibou, 17,8 km norr om Ras Nouadhibou. 